# マリオパーティ6
『マリオパーティ6』（マリオパーティシックス、MARIO PARTY 6）は、ハドソンとシーエイプロダクションが開発し、任天堂が2004年に発売したコンピュータゲーム。家庭用向けのマリオパーティシリーズの6作目にあたる。略称は「マリパ6（マリパシックス）」。テレビCMには、お笑い芸人の北陽（伊藤さおり・虻川美穂子）が出演していた。日本では同年11月18日、アメリカでは同年12月6日、ヨーロッパでは2005年3月18日にそれぞれ発売された。

## 概要
今作はパッケージにニンテンドーゲームキューブ用マイクが同梱され、そのマイクを使ってプレイするミニゲームやゲームモードが収録された。収録されているミニゲームは前作までと同様に全て新作に入れ替えられ、ボードゲームでは一定のターン数が経過するごとにマップの昼夜が入れ替わるシステムが搭載された。また、前回までのマリオパーティシリーズに必ず登場したストーリー上のラストボスは「3」以外クッパが担当していたが、今回はラストボスではない為、マリオパーティシリーズ初のラストボス不在となった。BGMは前作の田中あやと近藤浩治にかわって、八幡浩暢と大峠進也が担当。

## ストーリー
マリオたちの暮らす世界の空で輝く太陽のソルルと月のルルナ。2人は昔から交代で空に輝くことによって、昼と夜の時間がやってくることになっていた。ところがある日、ソルルが発した「キミとオレ、どっちがすごいのかなぁ?」という言葉が原因でふたりは犬猿の仲になってしまう。ケンカしたソルルとルルナは交代するのを嫌がり、昼と夜が一度にやってきたため、地上で暮らすマリオたちは大騒ぎとなってしまった。「スター」の力を借りればソルルとルルナを仲直りさせられると考えたマリオたちは、2人を仲直りさせるため『マリオパーティ』を遊びスターをたくさん集めることとなった。はたして、ふたりは仲直りができるのだろうか。

## キャラクター

### プレイヤー
今作から「キノピコ」がプレイヤーとして使用可能になり、操作できるプレイヤーは11名となった。前作で一部のモードでしか使えなかったキノピオ、テレサ、ミニクッパは、今作では全てのモードで使用可能。
- マリオ
- ルイージ
- ピーチ
- ヨッシー
- ワリオ
- デイジー - 本作からは声優がディアナ・マスタードに変更された。
- ワルイージ
- キノピオ
- テレサ
- ミニクッパ - プレイヤーとして使用できるのは今作が最後。
- キノピコ - 隠しキャラクター。ミラクルブックのまえがき（上記のストーリー）とあとがきには登場しない（スタッフロールには登場する）。

### ガイド・その他
ソルル
今作の司会で、太陽がモチーフのキャラクター。主に昼の司会をする。一人称は「オレ」。
ルルナ
ソルルと同じく今作の司会で、月がモチーフのキャラクター。主に夜の司会をする。一人称は「ルルナ」。
クッパ
「クッパマス」に止まると登場し、プレイヤー達の邪魔をする。ボードマップによってはプレイヤーのスター（持っていなければコイン）と交換で「ズター」を渡すこともある。ラストボス担当でないのは「3」以来。
ドンキーコング
「ドンキーマス」に止まると登場し、スターやコインなどをくれる。また、今作では2つのボードマップでコインとスターを交換してくれる。
ミニクッパR・G・B
「シングルモード」でCPUとして登場。「デュエルミニゲームマス」に止まったときは単体で「デュエルミニゲーム」で勝負をしかけてくる。前作ではミニクッパが分身して登場したキャラの為、設定上は同一人物だったが、今作では別人扱いになっている。なお、ミニゲームのアイコンや音声、ポーズはミニクッパと同じ【アイコンはそれぞれの色の1色構成】。
ノコノコ
ボードマップで昼のカプセルショップの店員などをしている。ミニゲームでは、「はやおしまちがいさがし」「たきにおちるぞ」「なかよくまどふき（夜のみ）」「わくわくバスケットボール」に登場する。
ヘイホー
ボードマップの夜のカプセルショップの店員などをしている。ミニゲームでは、「はやおしまちがいさがし」「シャッターチャンス!（昼のみ）」「ひろっておてがみ」「おぼえてルート」「ハッスルショット!」「たいけつ!ゆきがっせん（夜のみ）」「うみぞいドライビング」「うんめいのロープ」「わくわくバスケットボール」に登場する。
あかテレサ
夜のアスレチックツリーのマップ右側と、夜のワンダーアイランドのマップ右上に登場し、他のプレイヤーからコインやスターを奪ってきてくれる。ただし、コインを奪う場合は5コイン、スターは40コインを払う必要がある。なお「テレよけライトカプセル」を所持していると、あかテレサの攻撃を1度だけ防ぐことができる。ミニゲームでは、「かわして！あかテレサ」「おいこめ！あかテレサ」に登場する。
キノキオ
『マリオパーティ2』『マリオパーティ3』に登場した木のキャラクター。昼の「アスレチックツリー」のマップ上部に登場し、コインを投げてプレイヤー全員にコインをプレゼントする。
ワルキオ
『マリオパーティ3』に登場したキャラクター。夜の「アスレチックツリー」のマップ上部に登場し、トゲの木の実を投げてプレイヤー全員のコインを減少させる。
オヤ・マー博士
「トラップファクトリー」で登場し、「ハプニングマス」に止まると目の前の発明品を使用させてくれる。また、ミニゲームの「めいろファクトリー」の迷路も製作した。
バッタン
「フォーチュンタウン」「バトルマウンテン」に登場し、分岐点で片方の道をふさいで通行の邪魔をする。ミニゲームでは、「すすめ!どたばたバギー」に登場する。
ワンワン
「バトルマウンテン」で登場。コインを払うとプレイヤーを上に乗せて移動し、移動中踏み潰したライバルからスターを奪ってくれる。ミニゲームでは「ワンワンレース」「わくわくバスケットボール」に登場する。
フリーザー
氷の固まりのキャラクター。夜の「バトルマウンテン」に登場して分岐点の片方の道をふさぐ。昼になると溶けていなくなる。
ウッキー
「ワンダーアイランド」で登場する。ミニゲームでは「たいけつ!ゆきがっせん（昼のみ）」「ウッキーシャッフル」に登場する。
パタクリボー
夜の「ワンダーアイランド」のマップ右下でクリボーの石像にお祈りをすると登場し、プレイヤー全員の位置を入れ替える。
キラー
「キラーカプセル」を使用したときに登場する。ミニゲームでは「いそいで!キラーわたり」に登場する。
ハナチャン
「ハナチャンカプセル」を使用したときに登場する。ミニゲームでは「ダイコンぬききょうそう」に登場する。
トゲゾー
「トゲゾーカプセル」を使用したときに登場する。ミニゲームでは「たきにおちるぞ（昼のみ）」「スライダーでコインあつめ」「パニックボックス」「ピョンピョンはぐるま」に登場する。なお、今作では甲羅のみで登場する。
クリボー
「クリボーカプセル」を使用したときに登場する。ミニゲームでは「はやおしまちがいさがし」「シャッターチャンス!」「まわってスノーボード」「クリボーほかくさくせん」「ハッスルショット!」「なかよくまどふき（昼のみ）」「やじるしたいそう」「わくわくバスケットボール」に登場する。
パックンフラワー
「パックンカプセル」を使用したときに登場する。ミニゲームでは「はやおしまちがいさがし」「ポカポカ!チョロプー」に登場する。
ジャンゴ
「ジャンゴカプセル」を使用したときに登場する。
コカメック
「コカメックカプセル」を使用したときに登場する。
カメック
「カメックカプセル」を使用したときに登場する。
スローマン
「スローマンカプセル」を使用したときに登場する。
バブル
「バブルカプセル」を使用したときに登場する。ミニゲームでは「たきにおちるぞ（夜のみ）」に登場する。
ビリキュー
「ビリキューカプセル」を使用したときに登場する。ミニゲームでは「ぐるっとビリキューレース」に登場する。
つむじくん
「つむじくんカプセル」を使用したときに登場する、竜巻のようなキャラクター。
ドッスン
「ドッスンカプセル」を使用したときに登場する。ミニゲームでは「はやおしまちがいさがし」「すすめ!どたばたバギー」「ピョンピョンはぐるま」「たたかえ!どたばたバギー」に登場する。
ボムへい
「ボムへいカプセル」を使用したときに登場する。ミニゲームでは「はやおしまちがいさがし」「うみのたからをひきあげろ」「シルエットでコインあつめ」に登場する。
パタパタ
「パタパタカプセル」を使用したときに登場する。ミニゲームでは「パタパタジャンプ」に登場する。
ゲッソー
4人用ミニゲーム「きょだいゲッソー」に登場する。
サンボ
4人用ミニゲーム「サンボバトル」に登場する。
チョロプー
2vs2ミニゲーム「ポカポカ!チョロプー」に登場する。
ジュゲム
ミニゲーム「おぼえてルート」「わたってリフト」に登場する。
ゼンマイヘイホー
デュエルミニゲーム「うんめいのロープ」に登場する。
プクプク
モード選択画面に登場する。

## パーティモード
1人〜4人でボードゲームがプレイできるモード。はじめにボードマップ・ルール（対戦形式）・ターン数・ミニゲームパック・ボーナスの有無・使用キャラなどの設定をして、最後にプレイヤーの行動順を決めるとゲームが開始する。設定したターン数が全て終わった時点で、最も多く「スター」を所持していたプレイヤー、チームが優勝となる。なお、プレイヤー全員が獲得したスターはゲーム終了後に全て「スターバンク」に収められる。対戦形式は以下の2種類。
バトルロイヤル
4人で「スター」を集めた数を競う。ターンの最後に発生するミニゲームは「4にんでミニゲーム」「1vs3ミニゲーム」「2vs2ミニゲーム」「バトルミニゲーム」の4つで、各プレイヤーが止まったマスの色によって発生するミニゲームのジャンルが決められる。また「1vs3ミニゲーム」の場合、マイクをつかう設定にしていると「マイクミニゲーム」が登場することもある。
タッグマッチ
2人1組に分かれ相手チームと「スター」を集めた数を競う。スター・コイン・カプセルはチームで共有となる。ターンの最後に発生するミニゲームは「4にんでミニゲーム」「2vs2ミニゲーム」「バトルミニゲーム」の3つで、「1vs3ミニゲーム」は一切発生しない。

### カプセル
カプセル（アイテム）は「カプセルマス」を通過した時に無料で1つ入手できるが、どのカプセルがもらえるかはランダムで決まる。また、「カプセルショップ」でコインを払って購入する事もできる。購入額は、昼は全員固定だが夜は順位によって異なる。夜の場合、1位は昼よりも高額、2位は昼と同額、3・4位は昼より安価（昼が10コイン以上のもの）。また、ボードマップによって登場するカプセルの種類が異なっている。カプセルは1人につき3つまで（タッグマッチの場合はチームで5つまで）持つ事ができ、画面上のプレイヤーパネルで何色のカプセルを幾つ持っているかを確認できる。また、4つ目（タッグマッチの場合は6つ目）のカプセルを手に入れた場合はどれか1つを捨てなければならない。今作では前作と異なり、種類によって使い方が決まっており、使い方に応じてカプセルが色分けされている。また「パーティモード」ではカプセルの中に1〜10コインが入っている事があり、カプセルを使用した時にその場でコインが手に入る事がある。
マスに仕掛けて使うカプセルは自分のいるマスから前後5マス内のどこかに仕掛ける事ができ、仕掛けられたマスは種類に応じて「キャラマス」に変化したり「キャラマーク」が表示されるようになる。仕掛けられるマスは「プラスマス」と「マイナスマス」のみで、プレイヤーが止まっているマスやキャラマークが表示されているマスには仕掛ける事はできない。また、既にキャラマスになっているマスにカプセルを仕掛けて上書きする事もできる。なお、自分のキャラマスに止まると5コインもらえ、プレイヤーパネルはピンク色に変化する。プレイヤーパネルがピンク色になった場合は、ミニゲームが開始する直前にプレイヤーパネルの色がランダムで青か赤に変化する。

### ラスト5ターンイベント
残り5ターンになると途中経過が発表され、最下位のプレイヤーがルーレットを止めて次の中から1つルールが追加される。さらに、このイベント以降は同じマスに2人以上のプレイヤーが止まると「デュエルミニゲーム」が発生するようになる（「けっとうマス」と同じイベントが発生する）。司会は25・30・35ターン時はソルル、前記以外のターン時はルルナが担当（ただし、「チェイスキャッスル」でとけいルーレットによって昼夜の変化が発生している時は異なる場合がある）。
プラス、マイナスのこうか3ばい
以降のターンは「プラスマス」「マイナスマス」に止まったときのコインの増減数が3倍（9コイン）になる。尚、自分の「キャラマス」に止まった場合は15コインもらえる。
キャラマスを5つプレゼント
ボードマップ上に最下位のプレイヤー、チームの「キャラマス」「キャラマーク」が合わせて5つ追加される。
40コインボーナス
最下位のプレイヤー、チームに40コインのボーナスが与えられる。
クッパかくめい
司会消滅とともにクッパが現れ、全員の持っているコインの数を平均化し、同じ枚数にする。

### ボーナススター
パーティモードでは「ボーナスあり」の設定を選ぶとゲーム終了時に以下の3種類の「ボーナススター」が発表され、条件を満たしているプレイヤーにスターが1つ贈られる。
ミニゲームスター
ターン終了時のミニゲームで最も多くコインを稼いだプレイヤーに贈られる。
カプセルスター
カプセルの使用回数が最も多いプレイヤーに贈られる。
ハプニングスター
「ハプニングマス」に止まった回数が最も多いプレイヤーに贈られる。

## ボードマップ
今作は、ボードマップに昼（「ソルルタイム」）と夜（「ルルナタイム」）が存在し、3ターン経過する毎に昼と夜が入れ替わる。昼と夜ではマップの明るさやBGMが異なり、マップの進めるルートや「ハプニングマス」のイベントなどが変化するほか、昼に「ドンキーマス」があった場所は、夜には全て「クッパマス」に変わる。「ソルルタイム」ではソルルがゲームのガイドを担当し、「ルルナタイム」ではルルナがガイドを担当する。なお、全てのボードマップで昼夜の概念が存在するのは今のところ今作のみである。
スターの入手条件は、前作までは全てのマップでスターの場所に行き20コインと交換するルールだったが、今作からはマップ毎にスターの入手条件が異なるようになった（『マリオパーティ7』以降のシリーズも同様）。

## シングルモード
1人で専用のボードマップをプレイして、コインを集めたりミニゲームを見つけることが目的のモード。はじめにゲームのレベル（難易度）・キャラクター・プレイするボードマップなどを設定するとゲームスタートとなる。シングルモードのボードマップは一本道になっており分岐点も存在せず、マップ上にスターは出現しない。また、ボードマップの終点「レアミニゲームマス」を通り過ぎてしまうとゲームオーバーとなり、ゲームオーバーになるとそのゲームで集めたコイン・ミニゲームは全て没収される。終点にある「レアミニゲームマス」に止まるか、途中で「フィニッシュ」をしたりゲーム開始時から50ターン経過するとゲームが終了となり、集めたコイン・ミニゲームをもらうことができる。また、このとき、ゲームの成績に応じてさまざまな「ボーナス」がもらえることもあり、そのボーナスに応じてコインを獲得できる。終了後、コインは20コインにつきスター1個に交換され、スターバンクに貯められる。
このモードのサイコロブロックの出目は1〜6の間となり、出現するカプセルは「ぴったりキノコカプセル」と「のろいキノコカプセル」のみとなる。また、ミニゲームではミニクッパRGBが対戦相手として登場し、ミニゲームルーレットではまだ1度も遊んでいない（パーティモードで見つけていない）ミニゲームが必ず優先して選ばれるようになっている。ゲームキューブマイクにも対応しており、マイクに数字を言ってからサイコロブロックを叩くとその数字が出やすくなるという裏技があり、ゲーム終了時にもらえるボーナスにもその裏技に関するものが用意されている。

## ミニゲーム
ミニゲームは「パーティモード」で全員の移動が終了した後、「シングルモード」で「ミニゲームマス」「クッパマス」「デュエルミニゲームマス」に止まった場合に開始される。また、「パーティモード」で一度遊んだミニゲームや「シングルモード」で入手したミニゲームは、「ミニゲームモード」の「フリープレイツアー」で自由に遊べるようになる。
屋外が舞台のミニゲームは、昼夜で明るさや背景が変わるほか、一部ルールが変わるミニゲームもある（「ポカポカ！チョロプー」「パタパタジャンプ」など）。また、「ミニゲームモード」の「フリープレイツアー」でプレイするときは、ミニゲーム説明画面でXボタンを押すと昼夜の切り替えができる。また、今作から追加されたマイクを使用する「マイクミニゲーム」は全て「1vs3ミニゲーム」となっており、1人側がマイクを、3人側はコントローラーを使用してプレイする。これら「マイクミニゲーム」は「ミニゲームモード」ではなく「マイクモード」でプレイすることができ、「パーティモード」「シングルモード」でも発生することがある。
今作のミニゲームは8つのジャンルに分かれており、全部で82種類ある。